# Polaris Live
Polaris Live è un disco live del gruppo musicale finlandese power metal Stratovarius. Il disco è stato pubblicato nel 2010 come doppio CD. Il primo  è l'album in studio dalla band prodotto nel 2009, Polaris. 
Il secondo CD è invece un disco live e presenta i brani suonati nel concerto degli Stratovarius a Milano il 21 gennaio 2010, includendo una suite di Bach.

## Tracce

### Disco 1
1. Deep Unknown
2. Falling Star
3. King of Nothing
4. Blind
5. Winter Skies
6. Forever is Today
7. Higher We Go
8. Somehow Precious
9. Emancipation Suite Part 1: Dusk
10. Emancipation Suite Part 2:Dawn
11. When Mountains Fall

### Disco 2
1. Destiny
2. Hunting High and Low
3. Speed of Light
4. The Kiss of Judas
5. Deep Unknown
6. A Million Light Years Away
7. Bach: Air Suite
8. Winter Skies
9. Phoenix
10. SOS
11. Forever is Today
12. King of Nothing
13. Father Time
14. Higher We Go

## Formazione
- Matias Kupiainen - chitarra
- Timo Kotipelto - voce
- Jens Johansson - tastiera
- Jörg Michael - batteria
- Lauri Porra - basso